# Flustramorpha marginata
Flustramorpha marginata is een mosdiertjessoort uit de familie van de Microporellidae. De wetenschappelijke naam van de soort werd, als Flustra marginata, voor het eerst geldig gepubliceerd in 1837 door Krauss.